# Lachamp-Ribennes
Lachamp-Ribennes község Franciaország Okcitánia régiójában, Lozère megyében. Új községként 2019. január 1-jén jött létre Ribennes és Lachamp korábbi községek egyesítésével.

## Népesség
| Lakosok száma | 344  | 352  | 358  | 363  | 369  | 375  |
|               | 2017 | 2018 | 2019 | 2020 | 2021 | 2022 |